# Garua Harbour
Garua Harbour (auch: Hannam Harbour oder Talasea Bay, in der deutschen Kolonialzeit Hannamhafen genannt) ist eine breite Bucht an der Nordküste der Insel Neubritannien. Sie liegt auf der Ostseite der Willaumez-Halbinsel bei der Siedlung Talasea in der Provinz West New Britain von Papua-Neuguinea. Sie ist Teil der wesentlich größeren Kimbe Bay.

## Topologie und Geologie
Das Gebiet der Bucht ist vulkanischen Ursprungs. Die Bucht wird von einem Einschnitt in die Ostküste der Willaumez-Halbinsel gebildet und reicht etwa sechs Kilometer tief in das Landesinnere und ist etwa acht Kilometer breit. Die große Insel Garua Island liegt in der Bucht und limitiert den Zugang zum Meer auf eine nordöstliche und eine südliche Zufahrt. In der nordöstlichen Zufahrt liegen weitere kleinere Inseln, so etwa Schaumann Island, Restorff Island, Observation Island und Binnen Island sowie einige vorgelagerte Korallenriffe, die die Küstenlinie prägen. An der Bucht liegt die Siedlung Talasea mit dem kleinen Flughafen Talasea Airport (IATA-Flughafencode TLW).

## Geschichte
Die Bucht wurde von europäischer Seite 1895 von dem deutschen Kanonenboot Möwe unter Kapitänleutnant Janke entdeckt. Das Schiff war als Vermessungsschiff zur Küstenvermessung in den deutschen Schutzgebieten in der Südsee und in Deutsch-Neuguinea im Einsatz. In der Folge wurde die Gegend um die Bucht mit Kokosplantagen kultiviert, aus denen später die Siedlung Talasea entstand.
Ab 1899 war Neubritannien (zu der Zeit Neupommern) dann Teil der Kolonie Deutsch-Neuguinea.
Im Ersten Weltkrieg wurde die Gegend von australischen Marineeinheiten besetzt. Nach dem Krieg wurde die deutsche Kolonie Teil des australischen Mandatsgebietes. Die Australier errichteten ihre Regierungsstation in Talasea und legten den Flugplatz an.
Im Zweiten Weltkrieg besetzte die Kaiserlich Japanische Armee Neubritannien, die Gegend um die Bucht wurde in der Folge Schauplatz von Kämpfen zwischen der Kaiserlich Japanischen Armee und der US-Armee, die im März 1944 eine Landung bei Talasea durchführte.
Nach der Eroberung durch die Amerikaner wurde Talasea für kurze Zeit zu einem Verwaltungsstützpunkt der US-Armee und im März 1944 richtete die 1st Marine Division an diesem Standort ein Hauptquartier ein und errichtete Ausbildungsstätten, ein Krankenhaus (mit den erbeuteten japanischen medizinischen Gütern) und ein Erholungsheim an der Bucht von Garua.